# Piante succulente

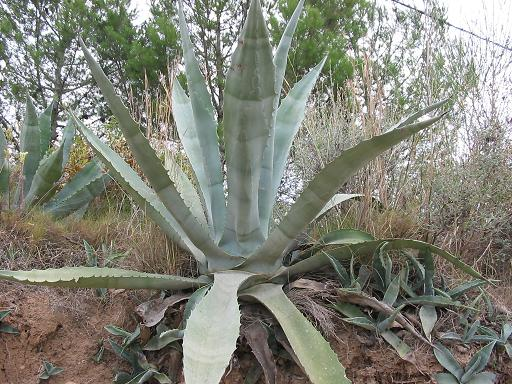
Esemplare di agave americana

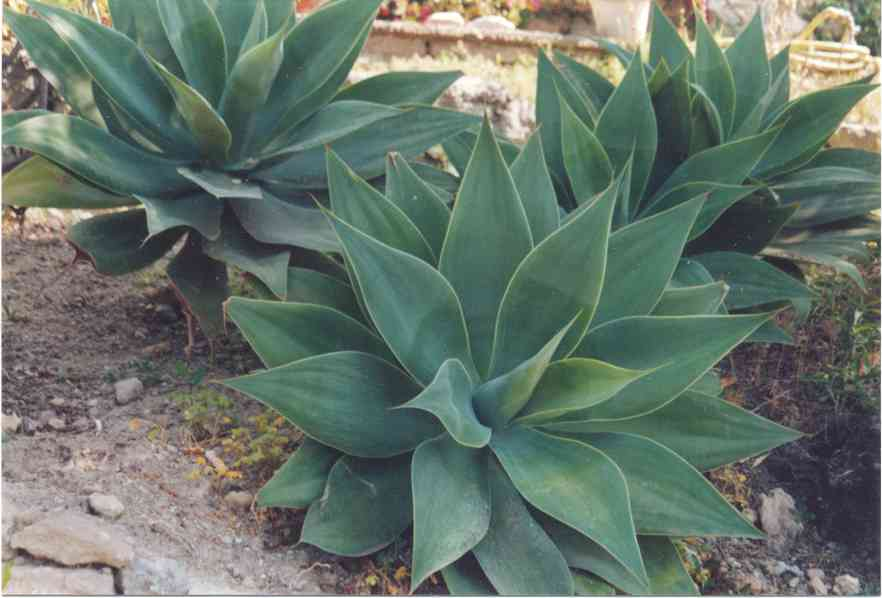
Agave a grandi foglie

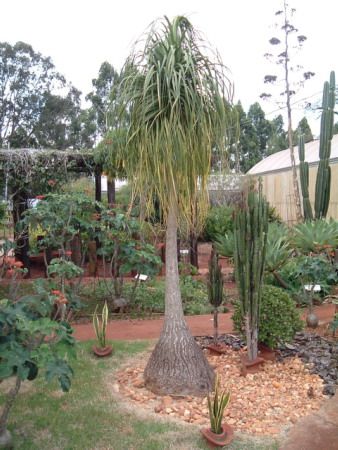
Asparagaceae: Beaucarnea recurvata, gambo succulento

Si definiscono succulente le piante che, come adattamento alla sopravvivenza in ambienti aridi, hanno sviluppato tessuti specializzati per l'accumulo e l'immagazzinamento di acqua (parenchimi acquiferi, detti anche "succulenti"), in almeno uno dei tre sistemi di organi fra radici, fusto e foglie. Il termine "succulente" non ha valore tassonomico, dato che la capacità di immagazzinare acqua si è evoluta diverse volte indipendentemente per convergenza adattativa, si tratta dunque di un raggruppamento parafiletico.
Nel linguaggio comune è molto utilizzato il sinonimo improprio di "piante grasse"; sebbene presentino forme rigonfie dovute all'accumulo di risorse, queste non sono mai riserve lipidiche (come quelle riscontrabili nel regno animale), ma appunto di "succo", ossia di acqua. Le succulente sono talvolta indicate, erroneamente, col termine generico di cactus, che invece fa riferimento ad una singola famiglia (monofiletica) di tali piante, principalmente originarie delle Americhe.

## Caratteristiche
Le succulente sono piante adattate a vivere in condizioni di aridità più o meno pronunciata mediante l'assorbimento di grandi quantità di acqua in un tessuto apposito, detto parenchima acquifero, spugnoso e formato da grandi cellule rotondeggianti e ampi spazi intercellulari interposti, localizzato in vari organi delle piante. 
Una volta assorbita, l'acqua è conservata mediante alcuni accorgimenti, tra cui l'ispessimento epidermico dato da cutine e la secrezione di cere idrofobiche protettive come la pruina, talvolta lo strato di cera superficiale dona un aspetto bluastro alle piante, questa peculiare colorazione è detta "glauca" (es. Myrtillocactus geometrizans) e protegge la pianta riflettendo le lunghezze d'onda più energetiche. Anche la produzione di peluria (tricomi) aiuta le piante a diminuire le perdite per traspirazione. Spesso le foglie sono trasformate in spine (es. Echinocactus) e la fotosintesi clorofilliana viene effettuata dal fusto e dai rami modificati (cladofillo). La morfologia e il portamento delle piante sono anch'esse ottimizzate, sono comuni le forme: globose (o sferiche), colonnari, a rosetta o interrate. 
In sintesi, oltre alla "succulenza" queste sono le principali caratteristiche che le piante succulente hanno sviluppato per ridurre al minimo la perdita di acqua: 
- alcune presentano metabolismo CAM per minimizzare la perdita di acqua;
- foglie carnose o spine;
- riduzione del numero di stomi;
- il fusto è la sede principale della fotosintesi;
- la forma di crescita è compatta: colonnare, sferica o a cuscino compatto;
- presenza di cere, cutine e peli sulle superfici esterne per ridurre la perdita d'acqua mediante la creazione di un micro-habitat umido intorno alla pianta e mediante la riduzione del flusso d'aria sulla sua superficie.

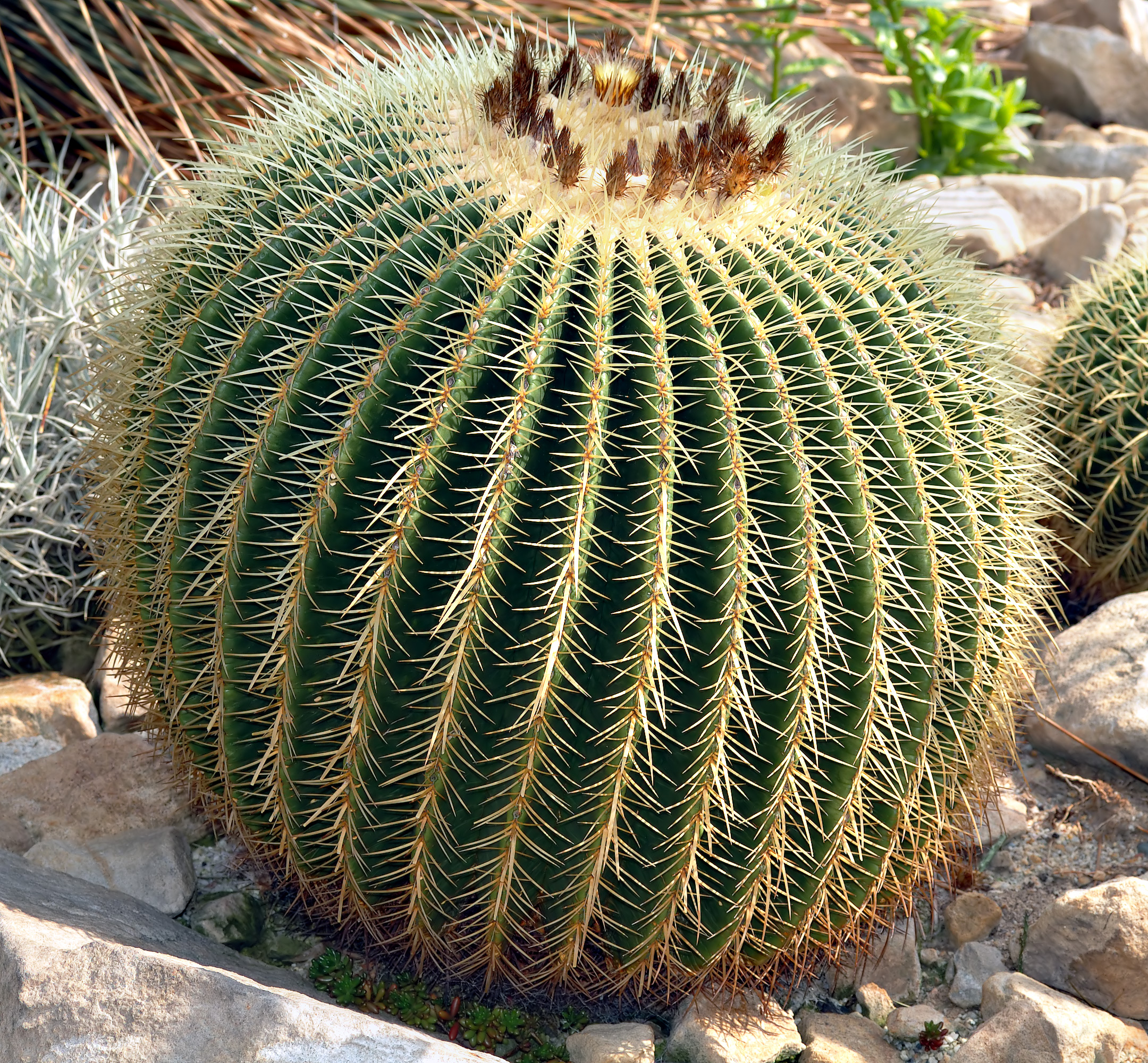
Echinocactus grusonii: fusto fotosintetizzante e foglie trasformate in spine
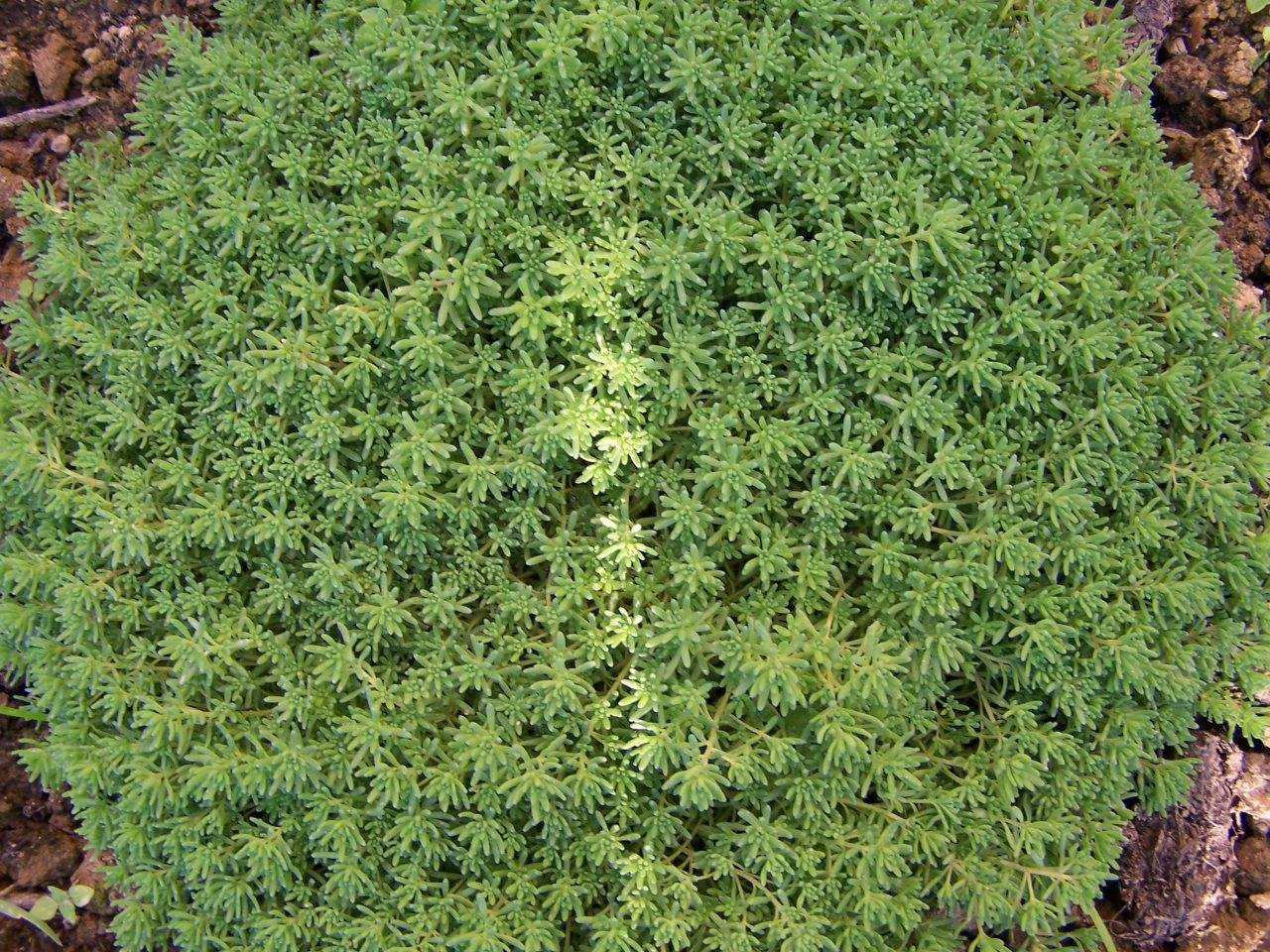
Morfologia a rosetta

Questa capacità di ottimizzazione dell'acqua ha permesso alle piante succulente di colonizzare habitat caratterizzati da climi tropicali aridi e sub-aridi, ossia luoghi in cui si verificano piogge solo per un periodo dell'anno (generalmente l'estate), seguite da un lungo periodo di totale siccità.

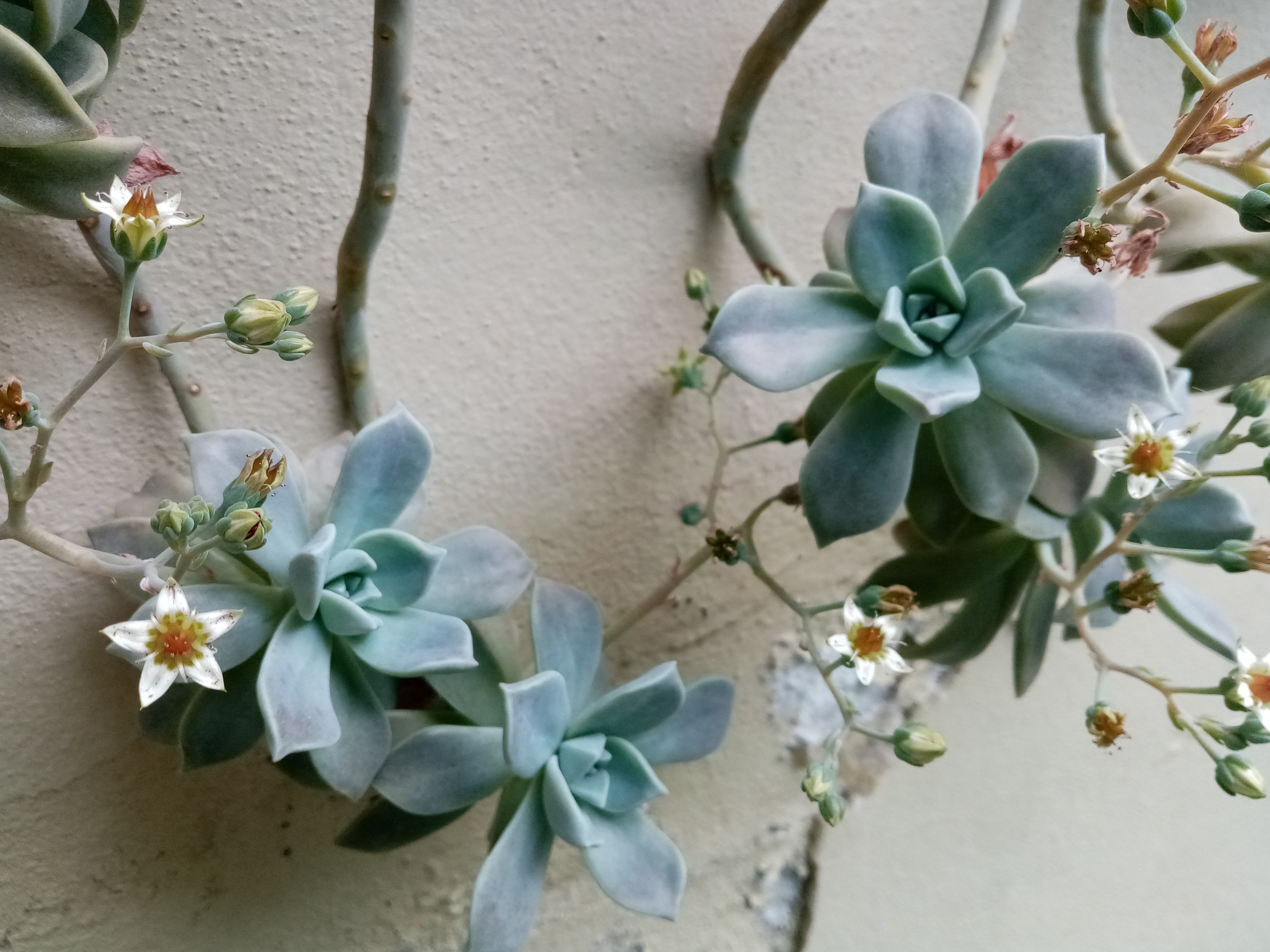
Graptopetalum paraguayense

## Ambiente
Originarie di zone aride e desertiche nelle quali si sviluppano assieme ad altre piante xerofile, sono in grado di resistere a lungo alla siccità. Crescono prevalentemente in terreni predesertici, dove si alternano periodi di grande siccità a periodi di piogge più o meno intense.
Le si può trovare in quasi ogni clima della Terra caratterizzato da temperature medie sopra gli 0 °C durante il periodo della vegetazione e in cui le piogge siano abbastanza scarse da limitare la crescita delle piante non xerofite (mesofile). Non si trovano nelle zone con assenza totale di piogge, in quanto non potrebbero realizzare la riserva idrica minima necessaria alla sopravvivenza.
Se ne trovano alcune persino nelle foreste umide, in America centrale e meridionale, in Africa, Madagascar e Asia; in tali ambienti sono molto competitive nella colonizzazione di habitat epifitici della volta forestale, assieme a tillandsie, microfelci e altre piante che condividono questo ambito di crescita possono così trovare la luce che filtra negli strati più alti del fogliame; tra queste l'Epiphyllum o gli Hylocereus: per questo vengono chiamate piante epifite.
Nelle Isole Canarie o nel Madagascar si trovano succulente di grandi dimensioni come la Euphorbia.
In Europa si possono trovare molte specie di Sedum e di Sempervivum nonché specie invasive come Agave, Opuntia e Carpobrotus edulis.

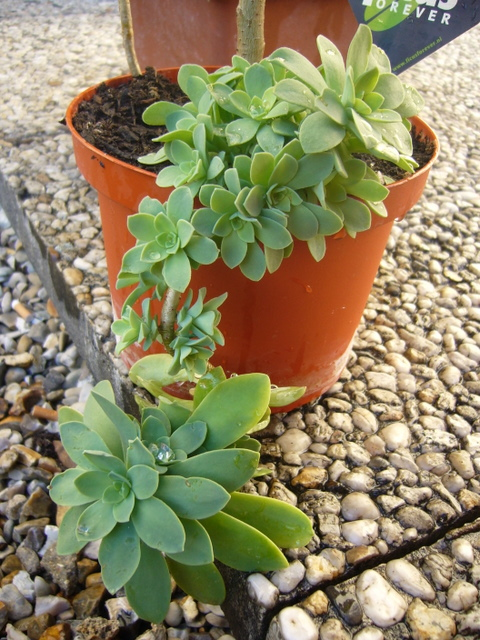
Sedum palmeri

In Messico e California si trovano le specie più resistenti e grandi, in grado di permettere agli animali di scavare nel loro fusto gallerie che servono da rifugio.
In coltivazione le piante succulente necessitano di posizioni luminosissime anche se durante l'estate alcune specie non gradiscono il pieno sole in quanto adattate alla vita in comunità vegetali in cui le piante più grandi offrono protezione a quelle più piccole.

## Coltivazione
La coltivazione delle "piante grasse" non è indicata in appartamento (anche se a volte si possono ottenere buoni risultati anche con una coltivazione domestica) in quanto non si può dar loro tutta la luce, l'aerazione e il ciclo di temperature adeguate, di cui necessitano specialmente durante il periodo invernale (che oscilla tra i 4 °C e i 7 °C e che garantisce un naturale riposo). Questa necessità è indispensabile per una buona fioritura e crescita durante il periodo estivo.
Se coltivate in appartamento è necessario utilizzare vasi preferibilmente di ceramica senza buchi, avendo l'accortezza di bagnare la pianta con poca acqua.

### Gli attrezzi e composti essenziali
1. Un coltello multiuso è essenziale per la riproduzione a talea;
2. Guanti in pelle;
3. Piccole cesoie;
4. Un cucchiaio grosso per travasare piccole piante in spazi ridotti;
5. Un pennello a punta fine per l'impollinazione manuale;
6. Un pennello a setole grandi e morbide è essenziale per pulire ragnatele e terra fra le spine;
7. Torba;
8. Pietrisco;
9. Terriccio;
10. Ciottoli di dimensioni inferiori al centimetro.

### Vasi
La scelta del vaso per la coltivazione delle piante succulente può ricadere su un qualsiasi contenitore abbia dei fori per il drenaggio, sono naturalmente da prediligere i vasi di terracotta non laccati, che permettono un ulteriore via di ossigenazione e traspirazione di liquidi.
All'acquisto le piante vengono spesso vendute con vasi di plastica sottodimensionati, ideali per il trasporto ma non per la coltivazione a lungo termine, per cui si dovrà procedere a un immediato rinvaso in un recipiente adatto. In alcuni casi vengono forniti persino copri-vasi privi di un sistema di drenaggio, sarà opportuno rimuoverli nel caso non si prediliga un ciclo vitale effimero come quello di un vaso di fiori recisi.

### Terreno
Queste piante vivono in situazioni ambientali tra le più disparate come: terreni sassosi, deserti, anfratti rocciosi, sugli alberi, ecc. oltre alle accortezze dovute alle singole specie è sempre importante che il terreno sia poroso e drenante, in modo da prevenire ristagni idrici che predisporrebbero l'insorgenza di marciumi radicali. Un buon substrato deve essere costituito da almeno un buon 40% di materiale inorganico, come pomice, agriperlite, sabbia grossolana piccoli frammenti di terracotta o dei generici sassolini; i collezionisti o chi si occupa della conservazione di specie a rischio arrivano fino al 70% di materiale inorganico, con una predilezione per la pomice. In alcune specie particolarmente delicate, si dovrà avere cura di utilizzare vasi di terracotta e l'impiego di una pacciamatura leggera di ghiaietto, pozzolana, pomice o lava in granuli, in modo da scoraggiare l'insorgenza di marciumi al colletto. Un'usanza popolare che si rivela essere più dannosa che inefficace è quella di posizionare pietre o ciottoli grossolani sul fondo dei vasi per aumentare il drenaggio, la pratica è da evitare poiché così facendo si va a diminuire lo spazio (già limitato) di crescita delle radici e si va ad innalzare pericolosamente il cono d'acqua (la zona di suolo che trattiene più a lungo l'umidità dopo un'annaffiatura). In corrispondenza di fori troppo grandi nei vasi di terracotta, possono venire a formarsi vere e proprie lacune nel suolo, che hanno un effetto simile nell'innalzare la zona di maggiore persistenza di umidità, per prevenire ciò è sufficiente un singolo frammento di coccio rovesciato per foro, posizionato in modo da garantire il passaggio di acqua ma ostacolare la fuoriuscita  di terreno.

### Annaffiature
La maggior causa di morte nelle succulente in coltivazione sono le innaffiature eccessive. Il metodo più razionale per determinare il momento ottimale per l'irrigazione è la rilevazione del potenziale idrico. Non è possibile dare indicazioni generali essendoci molte variazioni tra generi e specie, possiamo solo dire che bisogna essere informati della zona di provenienza per capire il loro periodo attivo e di riposo, il periodo di riposo senza acqua è da rispettare rigorosamente nella maggior parte dei casi.
Un famoso detto dei coltivatori di queste piante recita: "in caso di dubbio, è meglio non innaffiare".
Va inoltre tenuto a mente che le piante messe in piena terra non hanno assolutamente bisogno di acqua per tutto l'anno in quanto le radici assorbiranno la quantità di acqua a loro necessaria direttamente dall'umidità del terreno. Nel caso specifico dei cacti, una prolungata siccità ridurrà gradualmente il loro turgore fino a renderli simili a dei palloncini sgonfi, in questo stato critico non si deve procedere con innaffiature repentine, altrimenti si rischia di andare incontro al fenomeno dello "scoppio": le piante riacquistano volume tanto velocemente da spaccare i tessuti e procurare squarci ragguardevoli.

### Rinvasi
L'operazione di rinvaso andrebbe eseguita ogni volta che si nota la fuoriuscita delle radici dai fori di scolo sul fondo del vaso. I periodi migliori sono la primavera e l'inverno.
Per rinvasare piante di fusto globoso si possono usare guanti adatti che si trovano facilmente in commercio; se non si dispone di guanti un facile espediente che si può adottare consiste nell'usare un foglio di giornale ripiegato, si avvolge la pianta e tenendola ferma si fa ruotare leggermente il vaso in modo che la pianta stessa si stacchi dal contenitore; per le piante a fusto lungo si afferrerà invece la pianta alla base.
Dopo aver svasato le piante, si potrà scegliere se procedere con la delicata operazione di potatura delle radici: come primo passo si lavano via tutti i residui di terra; dopo che le radici saranno asciutte si potrà procedere a recidere, con uno strumento preferibilmente sterilizzato (a fiamma o con alcol), le radici più lunghe, dedite all'ancoraggio, per stimolare la crescita di radici più fini, adatte all'assorbimento; dopo la potatura è preferibile attendere un paio di giorni la cicatrizzazione delle ferite prima di rimetterla a contatto con il terreno. in quest'ultima fase la pianta deve essere conservata in un luogo asciutto e ventilato, lontano dai raggi diretti del sole; per stimolare ulteriormente le radici si possono usare polveri radicanti o di cannella.

## Moltiplicazione
Esistono due vie per la moltiplicazione di queste piante, quella gamica (semi) e quella asessuata o agamica (talee, germogli, ecc.). I semi delle succulente sono generalmente piccoli: in natura vengono dispersi da animali come formiche, uccelli e piccoli mammiferi frugivori oppure dal vento. Nelle coltivazioni si può ottenere la moltiplicazione oltre che per seme, per talea di foglia e di fusto, e per innesto.

### Semi
Per i coltivatori di piante succulente è il metodo che dà le maggiori soddisfazioni, ma devono essere seguite alcune regole essenziali. Molto importante è il terriccio e la temperatura in cui vanno conservati i semi. Per questo è meglio che siano utilizzati in serre, a questo scopo esistono in commercio piccole serre riscaldate che possono essere tenute anche in un appartamento.
I semi andranno deposti in un letto di terra composta da terra fine concimata e da sabbia fine, mentre i semi più grandi andranno leggermente ricoperti. Il terreno dovrà essere mantenuto sempre umido; la temperatura deve oscillare costantemente tra i 16 e i 21 °C. La serra va esposta in posizione di semi-luminosità; osservando queste regole dopo pochi giorni si avranno i primi germogli: alcune specie però, ad esempio le Opuntia, posso impiegare oltre un anno per germogliare.

### Stoloni
Diverse piante ricorrono naturalmente alla propagazione vegetativa tramite stoloni, è il caso delle aloe (stoloni sotterranei) o dei sempervivum (stoloni penduli)

### Talea
La talea si può effettuare con qualsiasi pianta succulenta anche se il metodo dipende dal tipo di pianta che si vuole far riprodurre. Se vogliamo far rinascere una pianta che è caduta o si è rotta dobbiamo ripiantarla nella terra; altrimenti si possono prendere foglie o porzioni della pianta e si appoggiano sulla terra. Per quanto riguarda i cactus bisogna aspettare che la pianta produca in modo naturale un germoglio che andrà poi staccato dalla pianta madre.
Affinché la talea di una pianta grassa attecchisca è necessario attendere una quindicina di giorni prima di piantarla nel terreno, cioè è necessario attendere che la base della talea si asciughi, per evitare il rischio che la talea marcisca.

### Innesto
Tecnica mediante la quale si uniscono due o più piante, o loro parti, con lo scopo di ottenere una saldatura come se si trattasse di un unico corpo. La pianta che riceve l'innesto si chiama soggetto o portainnesto, quella che si inserisce marza o nesto. L'innesto si esegue di preferenza sulle Cactaceae, ma anche su Euphorbiaceae e Asclepiadaceae. Molteplici sono gli scopi per cui esso è eseguito: accelerare la crescita di soggetti lenti; salvare una piccola porzione sana di una pianta malata; moltiplicare piante che emettono radici con difficoltà.

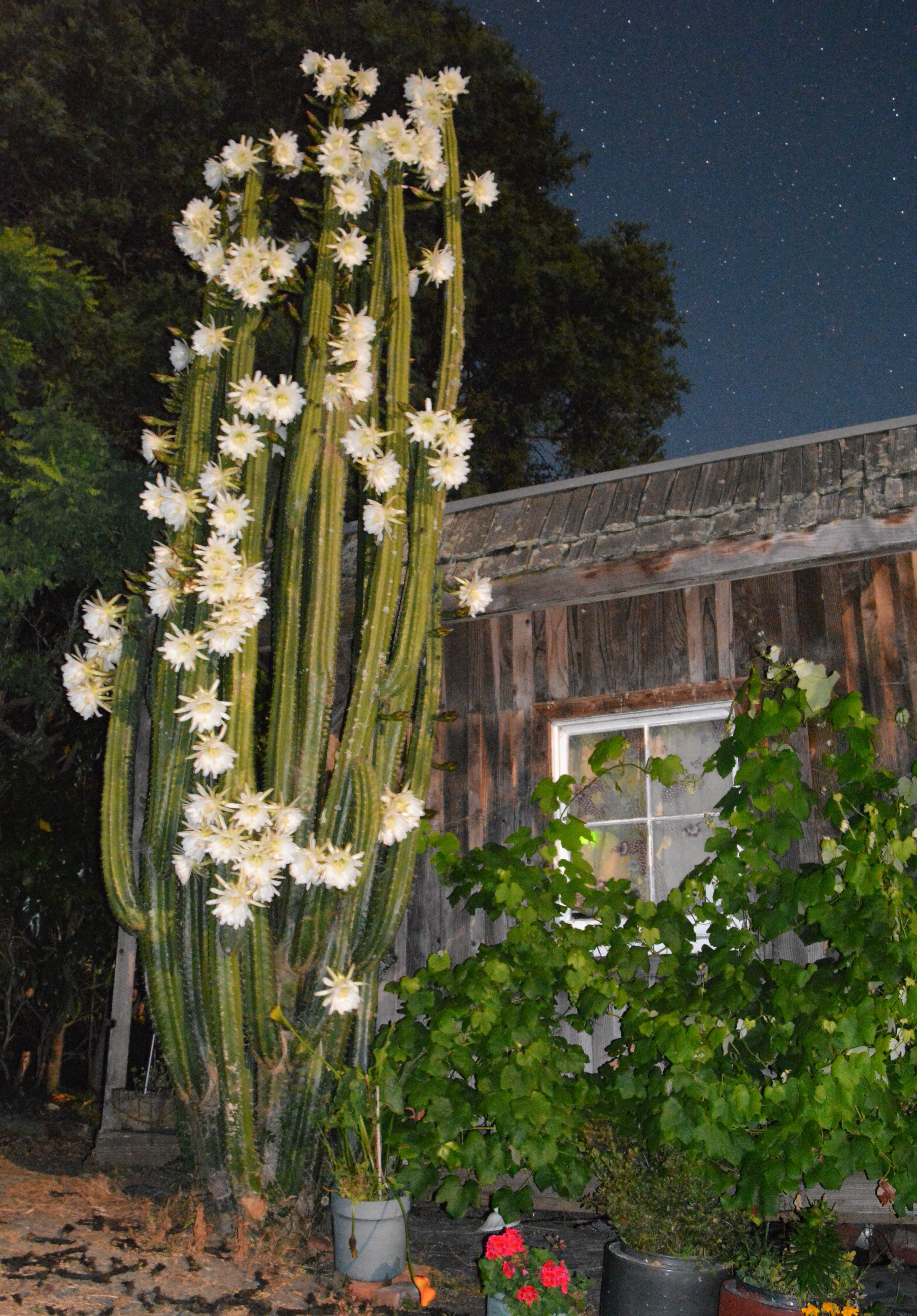
Trichocereus macrogonus pachanoi

Sono buoni portainnesti per le cactaceae: Trichocereus spachianus, T. macrogonus, T. pachanoi, T. bridgesii, Opuntia, Hylocereus; Echinopsis si presta bene per Aztekium, Ariocarpus, Uebelmannia; Harrisia per Sulcorebutia; Myrtillocactus è molto indicato per Ortegocactus. Fra le succulente: Ceropegia woody per le Asclepiadaceae; Pachypodium lamerei e Oleandro per le Apocynaceae; Euphorbia mammillaris ed E. canariensis per Euphorbia in genere; Alluaudia procera per le Didiereaceae; Crassula portulacea per le Crassulaceae; Stapelia per Hoodia, Trichocaulon, Tavaresia.

## Fioritura

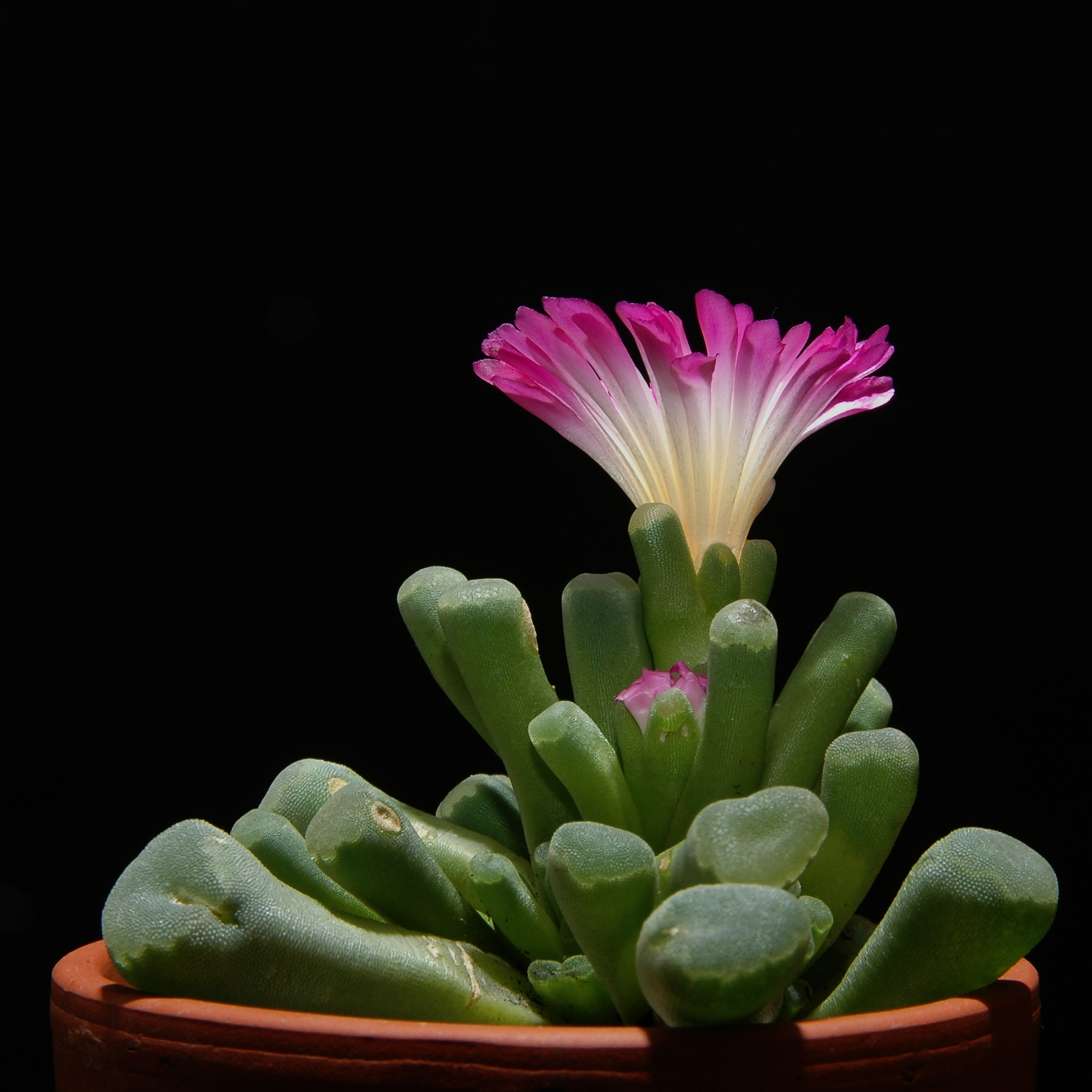
Frithia pulchra durante la fioritura

La fioritura delle succulente avviene per la maggioranza delle specie ogni anno nel periodo che va da maggio a novembre. 
Alcuni generi impiegano diversi anni a raggiungere la fioritura, come ad esempio le Yucca, le Sempervivum o le Agave. Queste piante si sviluppano a rosetta e, dopo diversi anni (per le agave ne occorrono anche fino a quindici), quando hanno raggiunto la robustezza sufficiente alla fioritura, la loro rosetta si sviluppa in fiore; se non hanno emesso polloni o rosette alla base, la pianta dopo la fioritura muore.
I cactus sono la famiglia che presenta più di 200 generi diversi. 
Di questi, alcuni, come per esempio la specie Zygocactus truncantus del genere Zygocactus, fiorisce a fine dicembre ed è per questo comunemente chiamata cactus di Natale; altre ancora, come nel genere Rebutia, fioriscono verso la metà dell'autunno.
In sostanza, diversificando accuratamente una scelta di piante succulente si potrà avere una fioritura durante tutto l'anno.